# Piprahwa
Piprahwa (auch Piprahawa) ist ein Dorf mit etwa 2000 Einwohnern im nordindischen Bundesstaat Uttar Pradesh. Von einigen Archäologen wird es – jedoch umstritten – mit Kapilavastu, der Stadt, in welcher der Prinz Siddharta Gautama, der spätere Buddha, seine Kindheits- und Jugendjahre verbrachte, identifiziert. Hier finden sich die Ruinen eines buddhistischen Stupa und eines angrenzenden Mönchsklosters.

## Lage
Piprahwa liegt im Distrikt Siddharthnagar ca. 2 km (Luftlinie) südlich der Grenze zu Nepal. Der Geburtsort Buddhas, Lumbini, befindet sich ca. 20 km (Fahrtstrecke) nordöstlich; andere möglicherweise mit dem frühen Buddhismus verknüpfte Orte in der Umgebung sind Tilaurakot, Kushinagar und Kapilavastu. Nächstgrößere Kleinstadt ist das ca. 12 km südlich gelegene Birdpur.

## Geschichte
Im Januar 1898 begann der Hobby-Archäologe William Claxton Peppé, ein Besitzer von Ländereien in der Umgebung, mit der Ausgrabung eines ca. 7 m hohen Hügels, unter welchem ein buddhistischer Stupa vermutet wurde. Der Grabungsschnitt wurde bis ca. 5 m unterhalb der Hügelkuppe heruntergeführt, wo man auf eine Steinkiste stieß, in welcher sich 5 vasenförmige Behältnisse fanden, um die herum zahlreiche kleinere Schmuckperlen etc. verstreut waren. In den Behältnissen wurden Asche- und Knochenreste gefunden; auf dem Rand einer der Urnen befand sich eine Brahmi-Inschrift, die in einer von Alois Anton Führer weitergeleiteten Abschrift vom deutsch-schweizerischen Sanskrit-Experten Georg Bühler kurz vor seinem Tod im April 1898 wie folgt übersetzt wurde:
„Dies ist der Schrein für die Reliquien des göttlichen Buddha. Es ist eine Gabe der Brüder aus dem Geschlecht der Sakya-Sukini, zusammen mit ihren Schwestern, Kindern und Frauen.“ (Übersetzung des Autors)
Die Reliquien wurden kurze Zeit später auf Bitten eines reisenden siamesischen Mönchs dem König von Siam zum Geschenk gemacht, der sie seinerseits auf mehrere bedeutende Klöster seines Landes verteilte. Teile davon wurden in jüngster Zeit auf internationalen Ausstellungen präsentiert. Von den zahlreichen kleinen Schmuckstücke blieben viele im Besitz der Nachkommen Peppés.

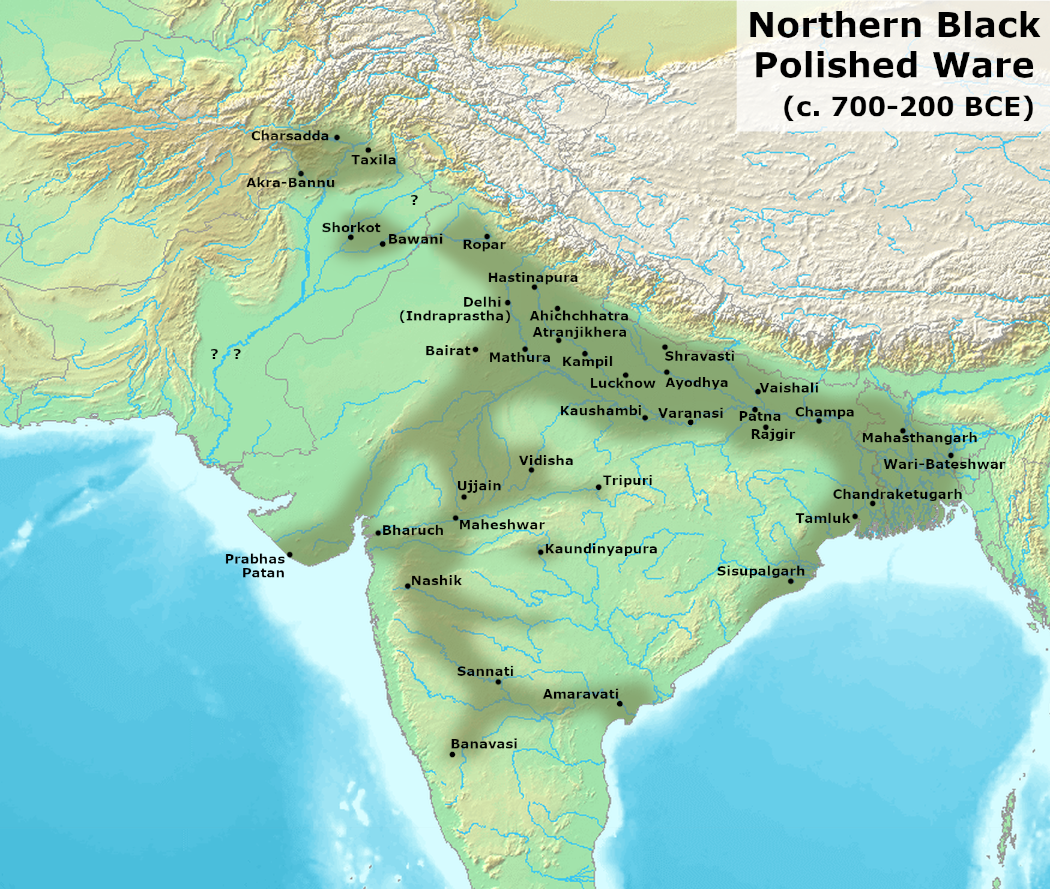
Map of Northern Polished Black Ware Culture

In den Jahren 1971 bis 1973 führte der Archaeological Survey of India unter der Leitung von K.M. Srivastava eine erneute Untersuchung des Hügels und seiner Umgebung durch. Dabei wurden die aus gebrannten Ziegelstein bestehenden Grundmauern mehrerer Klöster freigelegt; außerdem wurden die Außenmauern der Stupa-Einfassung rekonstruiert. Darüber hinaus brachte eine tiefer geführte Grabung innerhalb des Stupa weitere Behältnisse aus Schwarzpolierter Keramik (Northern Black Polished Ware, NBPW) zutage, die in das 5. oder 4. Jahrhundert v. Chr. datiert werden konnten, also in die ungefähre Lebenszeit Buddhas selbst. Man nimmt an, dass diese Behältnisse von König Ashoka (reg. 268–232 v. Chr.) bzw. von seinen Gesandten entdeckt wurden; ihr Inhalt wurde in neue Behältnisse gefüllt, die in eine um ca. 1,50 m höher gelegene Steinkiste gelegt und mit Glasblüten, Goldplättchen etc. umgeben wurden, die als Opfer an Buddha interpretiert werden.
2013 wurden die Inschrift von dem Indologen Harry Falk der Universität Freiburg erneut übersetzt:
„Diese Gefäß (Urne) enthält die Reliquien Buddhas, des Herrschers des Sakya-Geschlechts im Serai (janapada).“
Janapadas sind die Stammeszentren der Mahājanapada (großen Kshatriya-Reiche Indiens) in der die Überreste Buddhas verteilt wurden und die mit den nördlichen Regionen der NBPW Keramik nahezu identisch sind, die südliche Ausdehnung entsteht im Maurya-Reich.
Die Inschrift datiert er auf das Jahr 245 v. Chr. als König Ashoka in Piprahwa und Umgebung tätig war. Eine Fälschung durch Alois Anton Führer schließt er aufgrund seiner mangelhafter Brahmi-Kenntnisse konsequent aus und hält die Urne daher für echt.

## Ruinenstätte

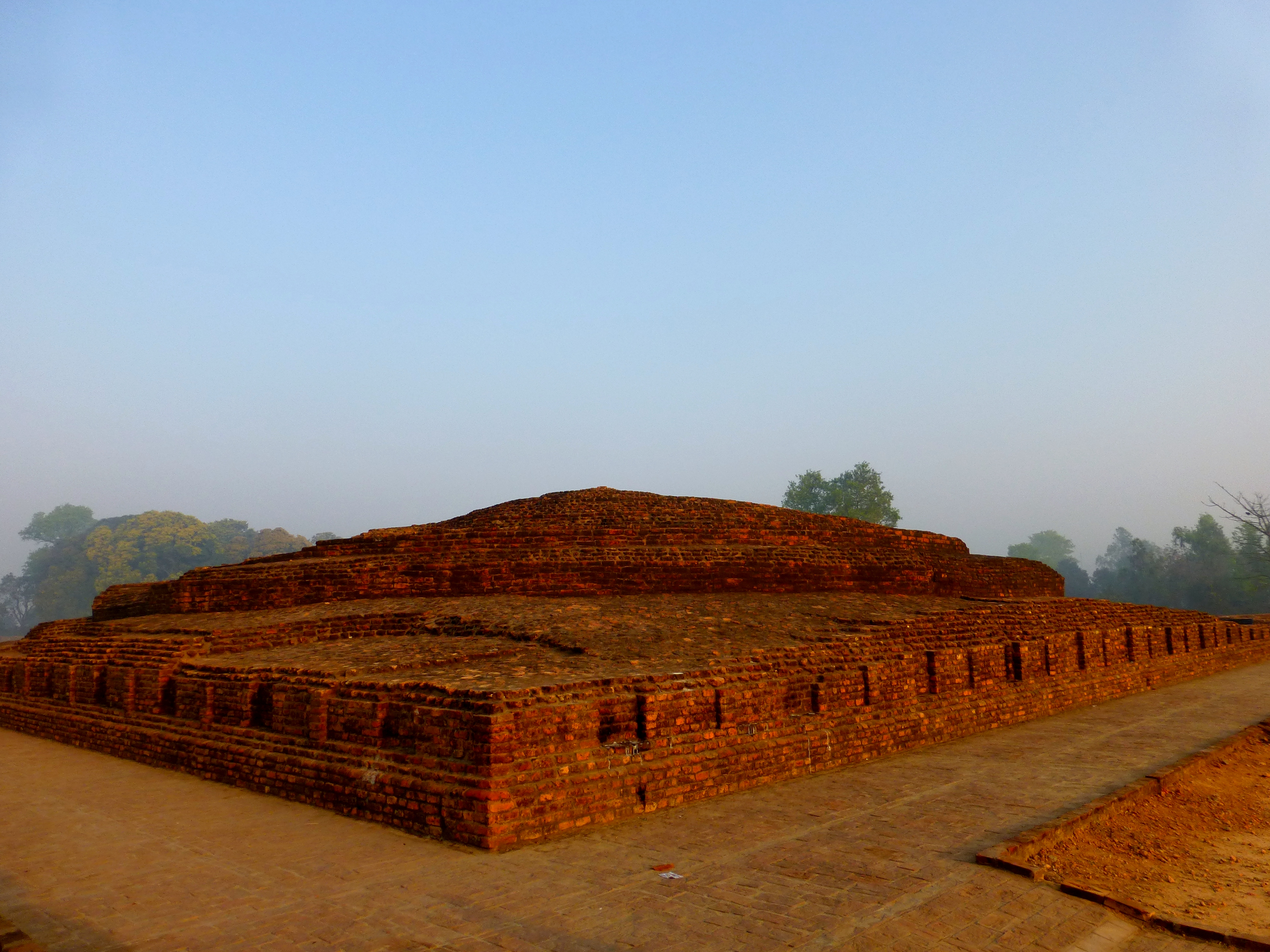
Piprahwa – zentraler Stupa

Im Kapil Vastu Park am nördlichen Ortsrand befinden sich die Ruinen eines in drei Bauphasen errichteten Stupa und eines Klosterkomplexes mit mehreren Innenhöfen und angrenzenden Mönchszellen. Als erste Phase des Stupa wurde ein ca. 3 m hoher Erdhügel identifiziert, in dessen Zentrum sich eine aus Ziegelsteinen gemauerte Kammer befand. In einer zweiten Phase wurde der Bau um ca. 1,50 m erhöht und sein Umfang vergrößert. Die dritte Bauphase, in welcher der Stupakomplex seine endgültige, im Äußern quadratische, im Zentrum runde Gestalt erhielt, entstammt der Blütezeit des Kuschana-Reiches (um 100 bis 200 n. Chr.); die heutige Höhe von ca. 6,50 m dürfte damals allerdings deutlich übertroffen worden sein.
Das Ostkloster, das größte der insgesamt 4 Klöster im Umfeld des Stupa, misst ca. 45 × 41 m; es besteht aus einem großen Innenhof mit angrenzenden Mönchszellen. Die anderen Klöster sind allesamt kleiner, aber nach denselben Bauprinzipien errichtet.

## Museum
Am Rand der Anlage befindet sich das Kapilavastu-Museum mit zahlreichen Exponaten und Schautafeln zur Geschichte des Buddhismus.